# Hira Shuto
Shūto Hira (平 秀斗 Hira Shūto, sinh ngày 25 tháng 6 năm 1994) là một cầu thủ bóng đá người Nhật Bản who plays tiền đạo cho Fukushima United FC.

## Sự nghiệp
Sinh ra ở Kagoshima Prefecture, Hira có màn ra mắt cho Sagan Tosu của J. League Division 1 ngày 3 tháng 4 năm 2013 trước Kashima Antlers ở J. League Cup khi vào sân ở phút thứ 80 thay cho Ryota Hayasaka, nhận một thẻ vàng sau đó 3 phút và Sagan Tosu nhận thất bại 1–0.

## Thống kê sự nghiệp
Cập nhật đến ngày 23 tháng 2 năm 2017.
| Câu lạc bộ          | Mùa giải            | Giải vô địch | Giải vô địch | Cúp Hoàng đế Nhật Bản | Cúp Hoàng đế Nhật Bản | J. League Cup | J. League Cup | Tổng    | Tổng      |
| Câu lạc bộ          | Mùa giải            | Số trận      | Bàn thắng    | Số trận               | Bàn thắng             | Số trận       | Bàn thắng     | Số trận | Bàn thắng |
| ------------------- | ------------------- | ------------ | ------------ | --------------------- | --------------------- | ------------- | ------------- | ------- | --------- |
| Sagan Tosu          | 2013                | 0            | 0            | 0                     | 0                     | 2             | 0             | 2       | 0         |
| Sagan Tosu          | 2014                | 0            | 0            | 0                     | 0                     | 2             | 0             | 2       | 0         |
| Sagan Tosu          | 2015                | 0            | 0            | 0                     | 0                     | 1             | 0             | 1       | 0         |
| Sagan Tosu          | 2016                | 0            | 0            | 0                     | 0                     | 0             | 0             | 0       | 0         |
| Thespakusatsu Gunma | 2016                | 10           | 0            | 0                     | 0                     | –             | –             | 10      | 0         |
| Tổng cộng sự nghiệp | Tổng cộng sự nghiệp | 10           | 0            | 0                     | 0                     | 5             | 0             | 15      | 0         |